# 上海公交876路
876路是上海市一条由巴士一公司运营的公共汽车线路。曾以金钟路协和路作起点，现起点站为福泉路天山西路，终点站为凉城新村，全长约25.2km。

## 概要
876路原由私营公交公司盛发客运运营。2015年12月31日，盛发客运最后一天运营。2016年1月1日，巴士一公司正式吞并盛发客运，所属三条线路874、875、876路全部转入巴士一公司车队，盛发客运的蓝色涂装逐渐被重喷为巴士公司标准的绿色涂装。此外，盛发自编号SF-xx或SF-xxx被改为巴士一公司自编号S0L-xxx或S0G-xxx，合并时还未来得及重喷为绿色的车身，则用一张有新自编号的蓝色贴纸将原自编号覆盖。

## 路线基本资料

### 线路走向
- 上行（共36站）：福泉路天山西路-淞虹路天山西路-淞虹路北翟路-祁连山南路-清峪路万镇路-清峪路真光路-真光路清峪路-梅川路真北路-梅川新村-怒江北路泸定路-怒江北路大渡河路-长风公园-枣阳路杏山路-兰溪路花溪路-曹杨六村-曹杨路白玉路-武宁新村-中山北路陆家宅-和平新村-石泉路岚皋路棉纺新村-甘泉新村-新村路子长路-宜川二村-延长西路沪太路-延长中路沪太路-童家浜-延长路共和新路-北宝兴路民晏路-广中路广粤路-水电路广中路-新中新村-水电路广灵路-水电路汶水路-凉城路车站路-凉城新村
- 下行（共39站）：凉城新村-水电路奎照路-凉城路奎照路-凉城路车站路-水电路汶水路-水电路广灵路-新中新村-水电路广中路-广中路广粤路-平型关路民晏路-延长路共和新陆-童家浜-延长中路沪太路-延长西路沪太路-宜川二村-子长路甘泉路-甘泉新村-棉纺新村-镇坪路石泉路-和平新村-中山北路陆家宅-武宁新村-曹杨路白玉路-中山北路曹杨路-曹杨五村-兰溪路花溪路-枣阳路杏山路-长风公园-怒江北路大渡河路-怒江北路泸定路-梅川新村-梅川路真北路-真光路清峪路-清峪路真光路-清峪路万镇路-祁连山南路-淞虹路北翟路-天山西路淞虹路-福泉路天山路

### 运营时间
- 福泉路天山西路：05:30-22:00
- 凉城新村：05:30-22:00

### 收费
全程单价2元。无人售票，线路参与公交换乘优惠。

### 车队电话
65290408